# با-مودو كاه
با-مودو كاه (بالفرنسية: Pa-Modou Kah)‏ (مواليد 30 يوليو 1980) هو مدرب كرة قدم نرويجي ولاعب كرة قدم دولي سابق. يعمل حاليا في نادي فانكوفر وايتكابس كمدرب للفريق الأول والشباب.

## المسيرة الرياضية
ولد في بانجول، غامبيا. هاجر كاه وعائلته إلى النرويج في عام 1988 عندما كان عمره ثماني سنوات. بدأ مسيرته الكروية مع نادي فوليرينغا في عام 1998. لعب كاه مع فوليرينغا 94 مباراة في الدوري وسجل 9 أهداف. ساهم كاه في صعود فوليرينغا عام 2001. فاز في موسم 2002 بكأس الكؤوس واختير أفضل لاعب شاب في الموسم وأفضل لاعب لهذا العام. في صيف عام 2003 انتقل إلى نادي أيك سولنا السويدي من أجل الفوز بالدوري السويدي الممتاز. تم تقدير كاه لروحه القتالية وقدرته على الفوز بالكرة. على الرغم من أن موقعه الطبيعي كان بمثابة لاعب خط الوسط فقد اضطر للعب في مراكز مختلفة. لعب عدة مباريات في مركز الظهير الأيمن. بعد هبوط النادي في الموسم التالي انتقل كاه إلى نادي رودا الهولندي ولعب ما يقرب من 200 مباراة في الدوري. في هولندا لعب كاه بشكل رئيسي كقلب دفاع.
في عام 2011 بعد سبع سنوات في هولندا انتقل كاه إلى نادي الخور القطري. بعد فترة وجيزة في المملكة العربية السعودية مع نادي الوحدة انتقل كاه إلى الولايات المتحدة في 3 مايو 2013 عندما وقع مع نادي بورتلاند تيمبرز في الدوري الأمريكي لكرة القدم. في 8 ديسمبر 2014 رفض بورتلاند تيمبرز تجديد عقد كاه وتنازل عنه في وقت لاحق لصالح نادي فانكوفر وايتكابس في 21 يناير 2015.
في أغسطس 2016 وافق على إنهاء عقده مع فريق فانكوفر وايتكابس لصالح الانضمام إلى الفريق الرديف كلاعب مدرب. في 21 فبراير 2017 أعلن كاه اعتزاله وتأكد أيضا أنه سيواصل العمل في النادي كمدرب لفريق فانكوفر وايتكابس.

## الحياة الشخصية
في عام 2005 شارك في حادث سيارة في بير، بلجيكا. كان برفقة صديقته وابن عمه وصديق. كانت سيارته قد استقرت على جانبها عند توقفها على الطريق مما أسفر عن مقتل صديقته على الفور ولكن كاه أصيب بإصابات طفيفة. في المباراة التالية لرودا أطلق الحكم بيورن كويبرس صافرته معلنا عن بداية دقيقة صمت حدادا على وفاة صديقة كاه. خلال المباراة كشف أرونا كونيه عن قميصه ليكشف عن نقش يحمل اسم كاه. كان كونيه حاصل على البطاقة الصفراء من قبل الحكم الذي تمت إدانته من قبل المعلقين. قال كويبرس بعد ذلك أنه لم ير النص على قميص كونيه.
يتحدث كاه سبع لغات بما في ذلك الإنجليزية والنرويجية وقليلا من الإسبانية.
يمتلك كاه البطاقة الخضراء الأمريكية التي تؤهله بأن يصنف كلاعب محلي في الدوري الأمريكي.
كاه هو ابن شقيق دجيمون هونسو.